# Emil Kostadinov
Emil Ljubčov Kostadinov, bulharsky Емил Любчов Костадинов (* 12. srpen 1967, Sofie) je bývalý bulharský fotbalista. Hrával na pozici útočníka. Spolu s Christo Stoičkovem vytvořil jednu z nejobávanějších útočných dvojic v historii bulharského národního týmu.
Za bulharskou fotbalovou reprezentaci odehrál 69 utkání a vstřelil 26 branek. V jejím dresu hrál na mistrovství světa roku 1994, kde Bulhaři obsadili 4. místo, tedy dosáhli svého nejlepšího výsledku v historii. Hrál též na světovém šampionátu 1998 a na Euru 1996.
S Bayernem Mnichov vyhrál sezóně 1995/96 Pohár UEFA. S CSKA Sofia je trojnásobným mistrem Bulharska (1986–87, 1988–89, 1989–90), s FC Porto dvojnásobným mistrem Portugalska (1991–92, 1992–93).
V roce 1993 byl vyhlášen nejlepším fotbalistou Bulharska. Ve stejném roce se v anketě o nejlepšího fotbalistu Evropy Zlatý míč umístil na osmém místě.